# Alí Gadzhibékov
Alí Amrájovich Gadzhibékov (en ruso: Али Амрахович Гаджибеков; Makhachkala, 6 de agosto de 1989), también puede aparecer escrito como Ali Gajibekov, es un exfutbolista profesional ruso de origen lezguino. Jugaba en el F. C. Aksu de la Liga Premier de Kazajistán. Hasta 2017 estuvo en el FK Anzhi Majachkalá, equipo con el que debutó en la Primera División en 2006.
Es el hermano menor del también futbolista Albert Gadzhibekov.

## Estadísticas
Actualizado al 1 de julio de 2012
| Club             | Div           | Temp.         | Liga | Liga  | Copa | Copa  | Europa | Europa | Total | Total |
| Club             | Div           | Temp.         | PJ   | Goles | PJ   | Goles | PJ     | Goles  | PJ    | Goles |
| ---------------- | ------------- | ------------- | ---- | ----- | ---- | ----- | ------ | ------ | ----- | ----- |
| Anzhí Majachkalá | D2            | 2006          | 1    | 0     | 0    | 0     | —      | —      | 1     | 0     |
| Anzhí Majachkalá | D2            | 2007          | 11   | 0     | 0    | 0     | —      | —      | 11    | 0     |
| Anzhí Majachkalá | D2            | 2008          | 2    | 0     | 1    | 0     | —      | —      | 3     | 0     |
| Anzhí Majachkalá | D2            | 2009          | 1    | 0     | 0    | 0     | —      | —      | 1     | 0     |
| Anzhí Majachkalá | D1            | 2010          | 19   | 1     | 0    | 0     | —      | —      | 19    | 1     |
| Anzhí Majachkalá | D1            | 2011-12       | 39   | 0     | 3    | 1     | —      | —      | 42    | 1     |
| Anzhí Majachkalá | D1            | 2012-13       | 0    | 0     | 0    | 0     | 0      | 0      | 0     | 0     |
| Anzhí Majachkalá | Total         | Total         | 73   | 1     | 4    | 1     | 0      | 0      | 77    | 2     |
| Total carrera    | Total carrera | Total carrera | 73   | 1     | 4    | 1     | 0      | 0      | 77    | 2     |